# 马可·波罗

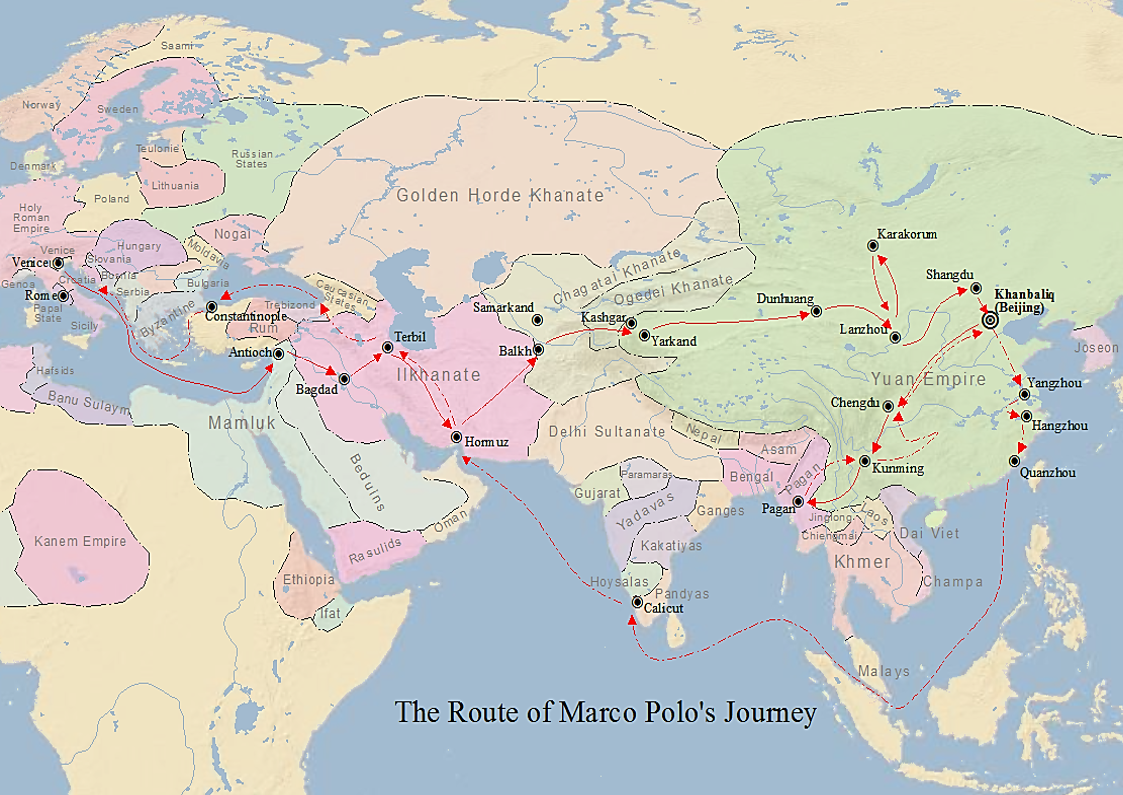
马可·波罗出使中国的旅行

馬可·波羅（義大利語：Marco Polo，1254年—1324年1月8日），又譯馬可·孛羅、马哥·波罗、馬高·保羅，是威尼斯共和国商人和探险家。曾随父亲和叔叔通过丝绸之路到过大元，擔任大蒙古国的揚州地方長官三年。回到威尼斯后，马可·波罗曾在一次威尼斯和熱那亞共和國之间的海战中被俘擄，并在监狱里口述其旅行经历，交由来自比薩共和國的鲁斯蒂谦写出《马可·波罗游记》。他的游记讓欧洲人得以了解中亚和中國，對東西方的交流發展有很大的貢獻。

## 背景

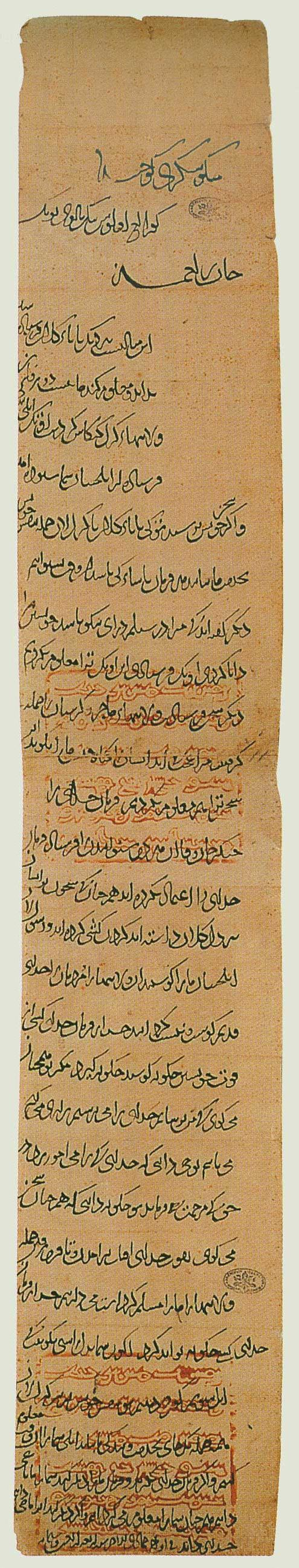
1246年贵由致教宗依诺增爵四世的信

1241年，正值蒙古第二次西征高潮，由拔都和速不台率領的蒙古帝国軍隊入侵匈牙利，攻陷首都布達佩斯，於蒂薩河之战大败匈牙利軍隊，國王貝拉四世逃亡維也納卻被奧地利大公軟禁，又劫掠了波兰王國，於列格尼卡戰役殺了波蘭西里西亞公爵亨利二世后，继而转向攻擊神聖羅馬帝國的諸侯國奧地利公國，驚動了正集中在意大利半島征戰的神聖羅馬帝國皇帝腓特烈二世並開始大規模調兵備戰。教宗依諾增爵四世派遣柏郎嘉宾（1180年－1252年）携教宗勅令前往蒙古帝国，以说服蒙古统治者皈依基督教并停止对基督徒的杀戮。柏郎嘉宾在哈拉和林见到大汗贵由，向其进谏，贵由于1246年用波斯语回信要求教宗和其他欧洲君主向蒙古臣服。这封信至今还保存在梵蒂冈。1247年柏郎嘉宾返回欧洲。
1248年贵由死后，其堂弟蒙哥继位。1252年法國國王路易九世在第七次十字军东征失败之后，派遣方济各会修士罗伯鲁（又译鲁不鲁乞或鲁布鲁克）出使蒙古，1254年1月3日罗伯鲁到达和林晋见蒙哥。1255年返回欧洲。
1252年蒙哥派其弟旭烈兀進行蒙古第三次西征。1258年，西征军攻陷首都巴格达，灭阿拉伯阿拔斯王朝。1259年旭烈兀征叙利亚的阿尤布王朝，1260年攻克大马士革，但是因旭烈兀因蒙哥死亡而返回蒙古，留下的小部队于1260年9月在巴勒斯坦境内阿音札鲁特战役遭遇埃及穆斯林兵团阻击，至此蒙古第三次西征到此为止。除巴勒斯坦、小亚细亚地区以外，西亚、中亚、以及中国北部，均已处于蒙古人控制之下。
1259年蒙哥在征南宋时阵亡，次年其弟阿里不哥在哈拉和林被選立為大汗，而忽必烈则在中原开平在精兵擁立下自立为大汗。阿里不哥與忽必烈為爭奪汗位發動戰爭，直到1264年阿里不哥兵败投降，忽必烈作為蒙古帝國的大汗，建立元朝，定都大都（今北京）。

## 早年
马可·波罗具体的出生日期和地点并不是很清楚，当前的说法都只是推测。大多数历史学家接受的可能的出生地是威尼斯共和國首都威尼斯。有些传记作家认为，马可·波罗出生在科爾丘拉島（现属克罗地亚），但没有证据支持。使用最多的马可·波罗的出生时间是“大约公元1254年”。他的父亲尼科洛和叔叔马费奥在其出生前就已经出发去做生意了。马可·波罗的母亲很早就去世了，由姑妈和叔叔带大。曾受过很好的地理教育，学习了许多商业科目（如外国货币、估價、管理货船），但是对拉丁语所知不多。

## 第一次远航
其父亲和叔叔都是有名的远东贸易商人，同时也是天主教基督徒。两人於1255年出发向东，开始时并非想去中国。但是一路战事纷发，在1264年碰到元朝派往西方的使者，决定到中国。1266年，兄弟两人到达元大都，见到元世祖忽必烈。忽必烈写了一封信给教宗，託波罗兄弟帶回罗马，请教宗派人到元朝，告诉元朝人关于欧洲人的生活方式。

## 第二次远航
兄弟两人回到意大利，此时第八次十字军东征刚刚结束，第九次东征正在筹划中。他们拿到教宗額我略十世给忽必烈的回信，于1271年动身返回中国。这一次尼科洛带了他的儿子马可。他们从威尼斯乘船到黑海南岸登陆，然后从陆路辗转于1275年抵达元上都（开平），随后又抵达大都（北京）。马可的聪明一直非常讨忽必烈喜欢，封他许多官，也派他到各地为元朝皇帝的使者。马可·波罗去过中国很多地方和见到许多比欧洲先进的文化成就。
据他自己说在马可波罗动身回欧洲之前，方济各会神父孟高维诺受教宗尼各老四世派遣，于1291年经海路抵达中国泉州。
1292年，马可·波罗和父亲及叔叔受忽必烈委托，从泉州出发经海路护送蒙古公主阔阔真到伊儿汗国成婚。忽必烈答应他们，在完成使命后，可以转路回国。1295年波罗一家人回到欧洲。

## 《馬可·波羅遊記》

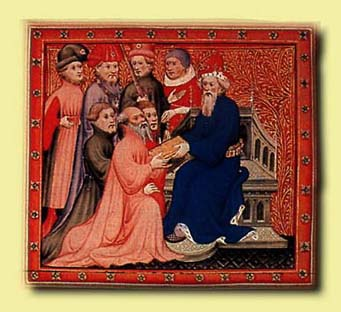
《马可·波罗游记》插图：马可·波罗和忽必烈汗在大都的王廷

波罗一家人回到欧洲后，定居威尼斯。当地人很喜欢来听他们講述在東方的经历，但是大多并不相信他们说的奇人怪事。
1298年马可·波罗参加威尼斯与热那亚之间的海战。战败被俘，在监狱里花了几个月讲他在中国的经历给狱友听。鲁斯蒂谦写出的书是普罗旺斯语，出版之后很快翻译到其他欧洲语言。由于马可·波罗在给狱友描述自己在中国等地的见闻时，老是说“百万这个，百万那个”，故他被人称作“百万先生”，而这本游记也因此被称作Il Milione（百万）。在中國、日本等地则被称为《马可·波罗行記》、《東方見聞錄》等。

## 到访大元帝國的真實性

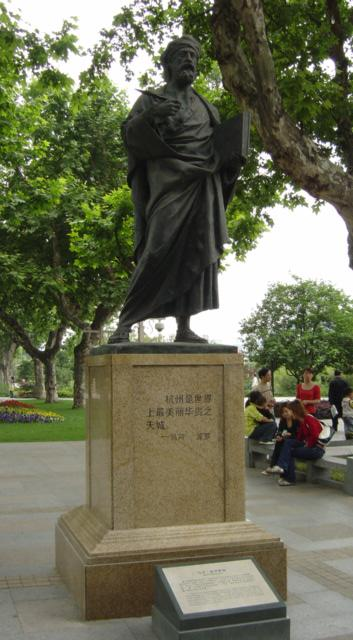
杭州西湖边的马可·波罗塑像。马可·波罗在其游记中称杭州是“世界上最美丽华贵之天城”

马可·波罗是否到过元帝國，一直惹来重大争议。大多现代历史学家相信马可·波罗确实到蒙古人統治下的中国，因为他描述了远东生活的很多细节，如纸币、大运河、蒙古军、煤炭、白酒、石棉、虎，皇家邮政系统的结构。他提到蒙元对日本古称，是日本在西方文学裡第一次出现；他描述的大都附近的一座桥也较像卢沟桥。
也有学者认为是马可·波罗只在中东黑海遇上多名伊兒汗國商人，从其口中听说華夏、蒙古帝国、日本等地的故事，实际上从未到过距离黑海数千公里之遥的远东多国。大英图书馆的中国文献部门主管弗朗西丝·伍德曾在1995年出版《马可波罗到过中国吗？》，指出马可·波罗在游记中从未提及过缠脚、筷子及万里长城等中国事物，中国官方文献亦无马可·波罗家族与中陸有直接联系的纪录，其家族财产中甚至没有任何来自中国的物件，因此推测他根本未到过中国。
2011年8月，義大利那不勒斯大学彼得雷拉（Daniele Petrella）教授提出新证据，指出马可·波罗的游记有多个不合理的地方。例如对1274年及1281年忽必烈两度進攻日本的描述，多次出现了自相矛盾及错误，并且混淆了两次进攻的细节：马可·波罗称，第一次进攻的舰队离开朝鲜半岛后，在抵达日本海岸前受到颱风吹袭，但是实际上舰队是在第二次进攻时遇上颱风的。彼得雷拉质疑马可·波罗若亲身目击事件，不可能混淆相隔七年的两件事。彼得雷拉亦指出马可·波罗对蒙古舰队的描述，与考古团队在日本发现的船舰残骸不符：马可·波罗称蒙古人使用五桅帆船，但是实际上船舰只有三桅帆船。襄陽獻炮是明顯有違史實的捏造，他自稱獻回回炮幫助攻打襄陽，獻回回炮的是波斯的亦思馬因和阿老瓦丁，元史和其他資料都有他們的傳記引以為證。此外马可·波罗多次以波斯语描述地名和物件名称，而非使用当地所使用的语言：例如他指蒙古人用称为“chunam”的沥青使船身防水，但“chunam”其实是波斯语的“沥青”，汉语和蒙古语中并无此词。
德国图宾根大学的汉学教授傅汉思在其著作《马可·波罗到过中国：货币、食盐、税收方面的新证据》一书中说明：马可·波罗传记中很多对中国的描述是独一无二并且十分准确的，足以证明其真实性。例如对他为何从未提及长城的质疑，中西方历史学界早有共识，认为元朝以前的古长城那时已经完全残破而不再受人关注，而现今举世闻名的明长城自然尚未出现。又如对现存的中国文献中为何找不到关于马可·波罗记载的质疑，傅汉思认为是对中国古代文献性质与密度的严重误判，因为即使是同一时期教宗本笃十二世派往中国的特使团，也从未出现在中国历史文献中。傅汉思认为，马可·波罗对当时中国的货币、食盐生产与税收体制的大量详细描述，这在当时的欧洲、阿拉伯或波斯文献中根本找不到类似的准确而详尽的描述，说明这些独家描述确实来自于他本人的经历。
南開大學史學家楊志玖教授曾在永樂大典殘片《站赤》中找到一條記載——“兀魯得、阿必失和火者，取道馬八兒，往阿魯渾大王位下”，伊兒汗國的拉施特在《史集》中記載合赞迎娶闊闊真時，也提到火者等使者，與《馬可波羅遊記》中記載護送闊闊真的使者名字一致，成為證明馬可波羅到過中國的有力證據。

## 是否懂蒙古帝国语言
马可·波罗在其“游记”中说，他在中国时懂得四种语言，包括它们的字母和写法，但没有明说是哪四种语言，因此引起后人的揣测。近代法国人颇节（G. Pauthier）认为，马可·波罗懂得的是汉文、回鹘文、八思巴蒙古文和用阿拉伯字母书写的波斯文。但是，著名的《马可·波罗游记》注释家英国人玉耳（H. Yule）、法国人戈耳迭（H. Cordier），却对马可·波罗懂汉语一说持否定态度。他们认为马可·波罗懂得的四种语言，应是蒙古语、波斯语、阿拉伯语与突厥语（回鹘语），而没有汉语。

## 影响紀念
由於教宗特使柏郎嘉宾曾在1246年到达蒙古帝国首都哈拉和林，马可·波罗并非第一个到中国的欧洲人，但是因為其遊記而著名，其遊記也是當時歐洲人最详细的亞洲旅行记录。
他的经历激发了哥伦布和其他不少旅行家，有很多的文学作品都是基于马可·波罗的游记，还影响了欧洲的地图制作，导致了弗拉·毛罗地图的出现。

## 紀念
威尼斯的机场现命名马可·波罗国际机场。国泰航空的常旅客计划叫做马可孛罗會。
蒙古國首都烏蘭巴托以及中國杭州西湖边建有马可·波罗雕像。揚州建有馬可波羅紀念館。天津建有馬可波羅廣場。

## 相關影視作品
他的生平，曾在1979年被日本製成動畫「動畫紀行 馬可波羅的冒險」《アニメーション紀行 マルコ・ポーロの冒険》，香港無線電視台亦有播放，名為《馬可孛羅》，故事內容主要以馬可波羅17歲到42歲為主線，並以動畫和紀錄片綜合播出的形式呈現，此外其故事旁白會口述馬可波羅到過哪個景點的傳奇的一生。
1982年，美國與義大利曾經合作的一部電視劇《馬可波羅》，日本譯作《マルコ・ポーロ シルクロードの冒険（馬可波羅 絲綢之路的冒險）》。
美國國家地理雜誌專屬攝影師麥可·山下 (Michael Yamashita)，也透過馬可波羅的經歷, 出版了馬可波羅攝影集，和製作了三輯電視節目。
Netflix电视网新剧《马可·波罗》于2014年12月12日周五的下午12:01首播。故事根据著名冒险家马可·波罗13世纪在中国的经历为原型，展现了一个充满贪婪、背叛、阴谋和竞争的世界。意大利籍新人罗伦佐·里切米饰演男主角马可·波罗，而中国籍演员朱珠则饰演马可·波罗的心上人闊闊真。北京出生的演员朱珠因出演沃卓斯基姐弟的影片《云图》而小有名气。著名演员陈冲和本尼迪特·王也将出演《马可波罗》，分别饰演察必皇后和忽必烈。主创约翰·福斯克曾担任《功夫之王》《龙威虎将》和《大漠雄风》等片的编剧。哈维·韦恩斯坦担任制片人。《权力的游戏》《真爱如血》的导演Daniel Minahan执导《马可波罗》第一季中的两集。有消息称第一季投资约9000万美元，远超投资5000-6000万美元的《权力的游戏》（第一季），更有传言Starz电视台曾在2012年想在中国拍摄此剧，但因电视尺度问题最终搁浅。
此外，1975年香港邵氏兄弟電影公司也以馬可波羅來華的經歷改編成武俠片《馬哥波羅》，並特意從荷里活邀請李察·哈里遜出演主角“馬可波羅”。此片由張徹導演，並有傅聲、戚冠軍、施思、郭追、梁家仁、劉家輝、王龍威等聯袂主演。

## 延伸阅读
[在维基数据编辑]
 《新元史/卷154》，出自柯劭忞《新元史》
 在维基共享资源阅览影像、分类

### 引用
1. ↑  朱耀廷 <正說元朝十五帝> P131
2. ↑  David Wilkinson, Studying the History of Intercivilizational Dialogues
3. ↑  阎宗临《元代西欧宗教与政治之使节》《中西交通史》 83页
4. ↑  Bergreen 2007，第25頁
5. ↑  Burgan 2002, p. 7
6. ↑  Brook 2010, p. 24
7. 1 2  Britannica 2002，第571頁
8. 1 2 3 4  Parker 2004，第648–649頁
9. ↑  Frances Wood, Did Marco Polo Go to China? (London: Secker & Warburg; Boulder, Colorado: Westview,  1995).
10. 1 2  . 新浪网（转载自《明报》）. 2011-08-10  [2013-09-27]. （原始内容存档于2020-10-11）.
11. ↑  Haw, Stephen G., , Volume 3 of Routledge studies in the early history of Asia, Psychology Press: 52–57, 2006  [2013-09-27], ISBN 0-415-34850-1, （原始内容存档于2020-01-10）
12. ↑  . 中国经济网. 2012-04-18  [2013-09-27]. （原始内容存档于2020-10-11）.
13. ↑  . University of Tübingen (Alpha Galileo). 16 April 2012  [2013-09-27]. （原始内容存档于2013-10-02）.
14. ↑  I. de Rachewiltz. .   [2017-08-18]. （原始内容存档于2016-11-03）.（英文）
15. ↑  林宗毅; 林栩鈺. . 翔思游藝社. 1 March 2010: 101. ISBN 978-986-86079-1-0.
16. ↑  . 青苹果数据中心. 2013-12-20: 377. GGKEY:CXQHFCWG5PE.
17. ↑  張隆溪. . 獨立作家－秀威出版. 2013-11-01: 183. ISBN 978-986-326-200-8.
18. ↑  Landström 1967，第27頁
19. ↑  .   [2014-11-24]. （原始内容存档于2020-11-04）.